# Brasiliens flotta
Brasiliens flotta (på portugisiska Marinha do Brasil) är den maritima försvarsgrenen av den brasilianska försvarsmakten. Den är den näst största flottan i Amerika efter USA:s flotta.

## Historia
Brasiliens flotta härstammar från Portugals flotta. Under Napoleonkrigen 1808 evakuerades hela den portugisiska stadsledningen till Brasilien, inklusive största delen av flottan. När Brasilien förklarade sig självständigt 1822 beslagtog man även alla portugisiska fartyg i Brasilianska hamnar. Brasilianska flottans första chef blev den brittiska amiralen Thomas Cochrane. Flottan bestod initialt av 38 krigsfartyg varav fyra fregatter och ett linjeskepp. Man hade till en början svåra problem med sabotage utförda av besättningarna, men så snart de portugisiska sjömännen ersatts av värnpliktiga (ibland tvångsrekryterade) brasilianare, frigivna slavar och utländska legosoldater kunde man få kontroll, inte bara över flottan, utan även över vattnen utanför Sydamerikas kust och därmed skära av de portugisiska garnisoner som fortfarande gjorde motstånd.

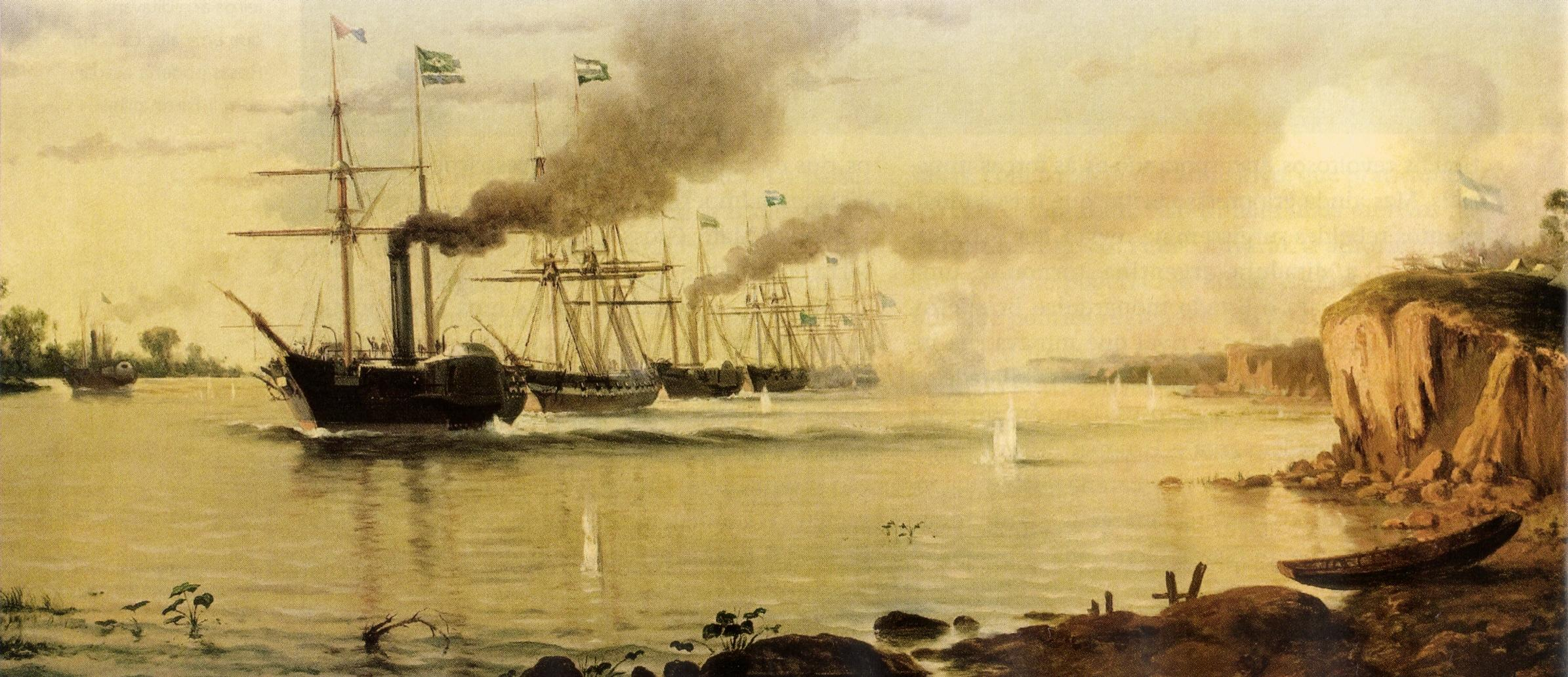
Sex brasilianska korvetter besegrar det argentinska artilleriet i slaget vid Tonelero, Paranáfloden, 17 december 1851.

Kort efter befrielsekriget mot Portugal sattes flottan också in mot Ekvatorkonfederationen i nordöstra Brasilien 1825 och i Cisplatinska kriget i det som idag är Uruguay 1826–1828. Under den här tiden växte flottan från 38 till 96 fartyg med sammanlagt 690 kanoner. Argentina som stödde Río de la Platas förenade provinser fick se sin flotta besegrad i slaget vid Santiago 1827.
Under mitten av 1800-talet var Brasiliens flotta en av de största och modernaste i världen. Man införde tidigt sådana nymodigheter som ångmaskiner och räfflade kanoner. Även örlogsvarven moderniserades med moderna verkstäder. Den starka flottan spelade en viktig roll i nedkämpandet av uppror som Farroupilharevolutionen och i strider med grannländerna under Uruguayanska kriget och Trippelallianskriget. Även Brasiliens marinkår skapades som en styrka underställd flottan.
På 1880-talet började Brasiliens flotta att på allvar ta det nya vapnet torpeder i tjänst på de båda nybyggda pansarklädda slagskeppen Riachuelo och Aquidabã.

### Flottans myteri

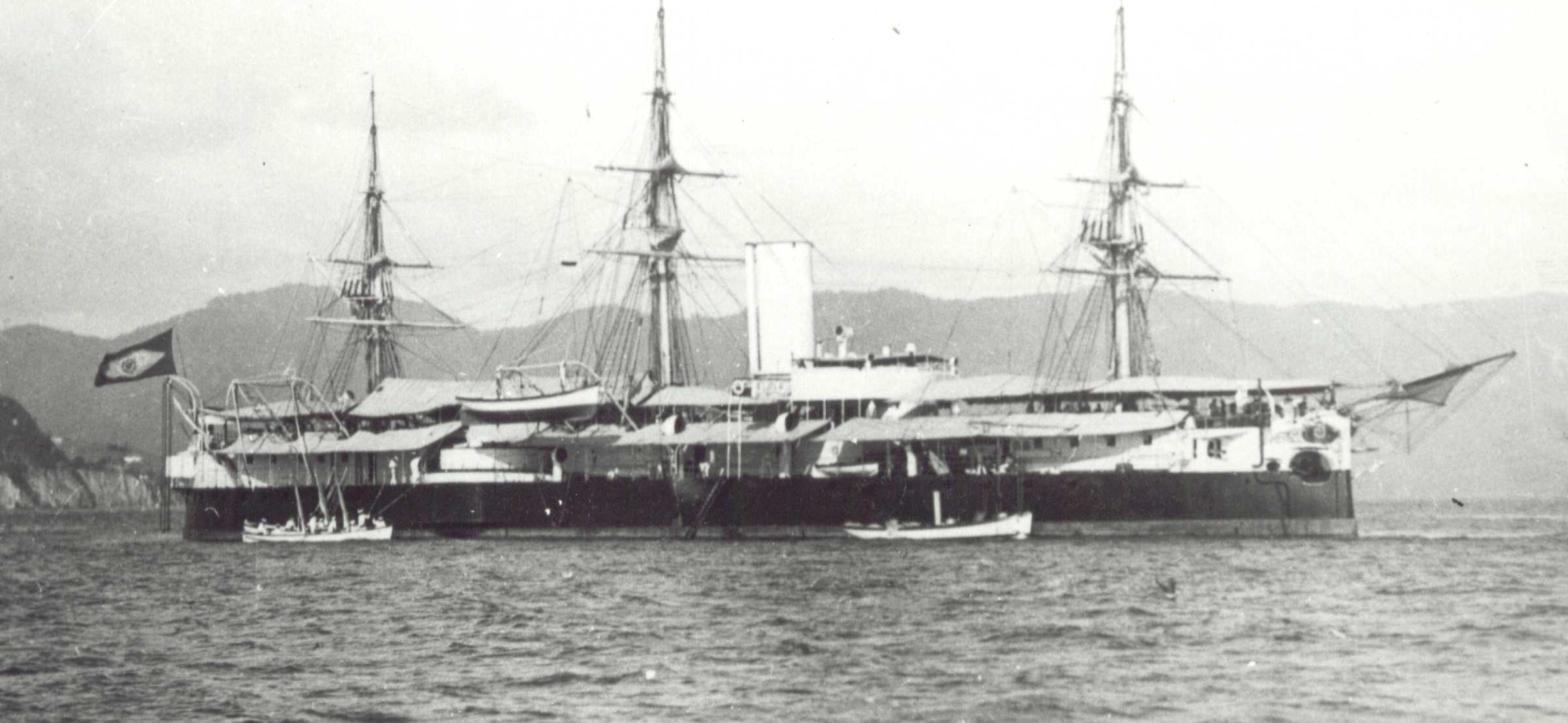
Slagskeppet Aquidabã.

Den 15 november 1889 genomförde Manuel Deodoro da Fonseca en militärkupp och utropade den Brasilianska republiken vilket markerade slutet på kejsardömet Brasilien. Flottan under Custódio José de Melo var dock till stor del trogen kungen Peter II och hotade i november 1891 att bombardera Rio de Janeiro vilket tvingade Fonseca att avgå som president. Han efterträddes av Floriano Peixoto. Varken Fonseca eller Peixoto hade dock konstitutionellt stöd för att uppbära ämbetet och oppositionen krävde därför nyval. När Peixoto i mars 1892 lät fängsla flera oppositionsledare stod det klart att situationen inte skulle lösas lagligt och i september 1893 bröt ett uppror ut i Rio de Janeiro, ett uppror som flottan snabbt stödde, dock inte tillräckligt aktivt för att nå framgång. Den brasilianska regeringen lyckades slå ner upproret först i mars 1894 med hjälp av i hast inköpta krigsfartyg från utlandet.

### Slagskeppskapprustningen

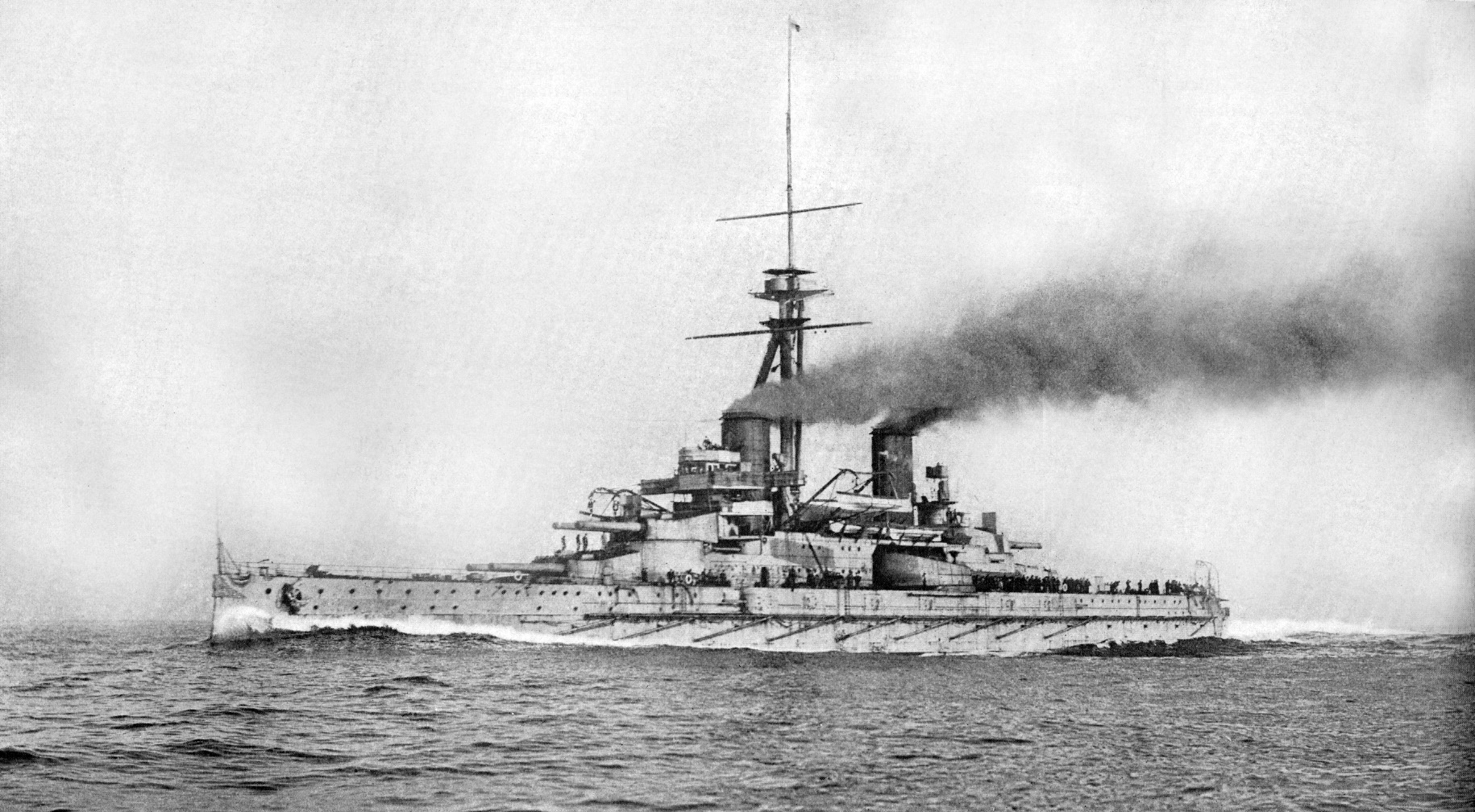
Slagskeppet Minas Geraes.

Efter myteriet betraktades flottan som ett hot av den republikanska regeringen och behandlades styvmoderligt. Personalstyrkan skars ner med mer än hälften och fartyg och verkstäder började förfalla. År 1907 hade dock Brasiliens ekonomi förbättrats tack vare ökad export av kaffe och gummi. Samtidigt hade de starkare argentinska och chilenska flottorna blivit ett hot. Regeringen beslutade därför att tre stycken moderna dreadnoughts skulle köpas in från Storbritannien. Minas Geraes och São Paulo levererades under 1910, men när Rio de Janeiro skulle betalas backade Brasilien ur avtalet. Inkomsterna från gummiexporten hade minskat sedan Storbritannien börjat odla gummi i Malaysia och på Sri Lanka. Dessutom utbröt ett myteri ombord på Minas Geraes och São Paulo i november 1910 i protest mot prygel och allmänt dåliga förhållanden. Myteriet avslutades efter fyra dygn. Prygelstraff förbjöds och myteristerna fick amnesti (som dock undergrävdes av att de i stället beskylldes för andra brott). Rio de Janeiro såldes i stället till Osmanska riket, men togs i beslag i samband med första världskrigets utbrott och togs i stället i tjänst i Brittiska flottan som HMS Agincourt.
Argentina och Chile svarade med att beställa slagskeppen Rivadavia och Moreno respektive Almirante Latorre och Almirante Cochrane. Första världskrigets utbrott satte dock stopp för flera köp av slagskepp från utlandet.

### Första världskriget

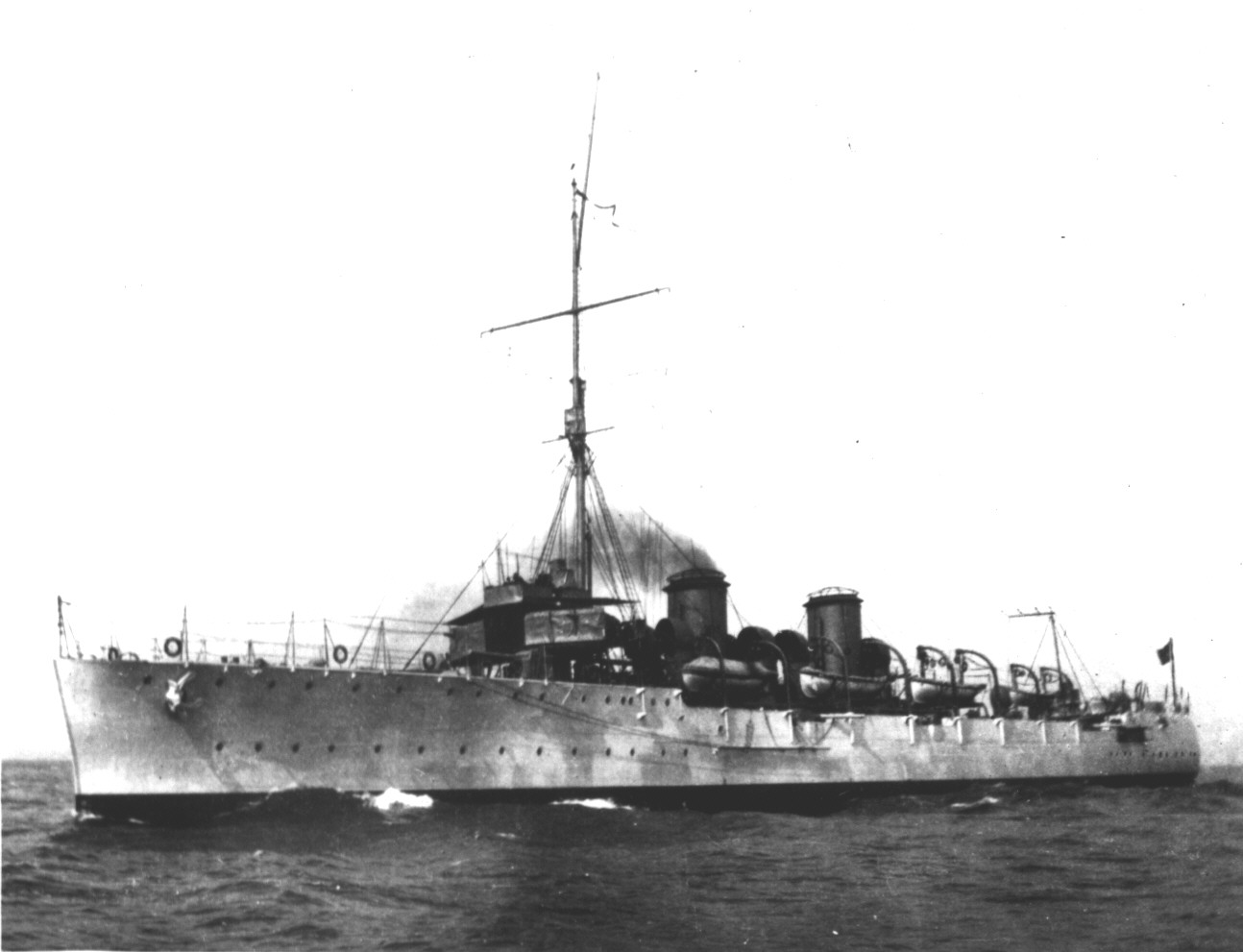
Lätta kryssaren Bahia.

Brasilien förhöll sig till en början neutralt för att kunna upprätthålla sin livsviktiga export, men efter att flera brasilianska fartyg sänkts av tyska ubåtar så förklarade Brasilien i oktober 1917 krig mot centralmakterna. Trots att det fanns långt framskridna planer på att skeppa över brasilianska trupper till västfronten i Frankrike så inskränkte sig Brasiliens krigsinsatser till att patrullera området Dakar–Kap Verde–Gibraltar. För ändamålet skapades en fartygsdivision bestående av lätta kryssarna Rio Grande do Sul och Bahia, jagarna Piaui, Rio Grande do Norte, Paraiba och Santa Catarina samt underhållsfartyget Belmonte. Natten till den 25 augusti 1918 anfölls divisionen av en tysk ubåt, vars torpeder dock missade. I stället blev ubåten anfallen och sänkt av de brasilianska fartygen. Divisionens insatser begränsades av upprepade epidemier av spanska sjukan bland besättningarna.
Genom Versaillesfreden fick Brasilien behålla de över sjuttio fartyg tillhörande centralmakterna som internerats under kriget och man blev också ekonomiskt kompenserade för de torpederade handelsfartygen. Trots att krigsutbrottet initialt drabbade Brasiliens export av kaffe och gummi hårt så tvingade det landet att bredda sin export till varor som var mer eftertraktade i krigstid. Landets industri expanderade kraftigt, mycket tack vare flyktingar från Europa som flytt kriget.

### Andra världskriget
Precis som under första världskriget så var Brasilien till en början neutralt. Nu hade dock Brasilien mycket starkare relationer med USA än tidigare och genom amerikanska påtryckningar så gick man stegvis med i kriget. Först genom att upplåta mark för en flygbas i Parnamirim nära Natal (kortaste vägen över Atlanten är Natal–Dakar) vilken var av stor betydelse under operation Torch. I augusti 1942 gick Brasilien med i kriget på de allierades sida. Detta efter att fem brasilianska fartyg torpederats av tyska ubåtar. Precis som under förra kriget så patrullerade Brasiliens flotta i Sydatlanten för att skydda fartyg på väg till och från Gibraltar. Efter att Brasilien gått med i kriget så sänktes bara tre fartyg av tyska ubåtar medan Brasiliens flotta sänkte nio tyska ubåtar (U 164, U 128, U 590, U 513, U 662, U 598, U 199, U 591 och U 161).
I andra världskriget så deltog även armén i striderna. Força Expedicionária Brasileira var en expeditionskår av divisions storlek (runt 25 000 man) som deltog i Italienska fälttåget.

### Hummerkriget

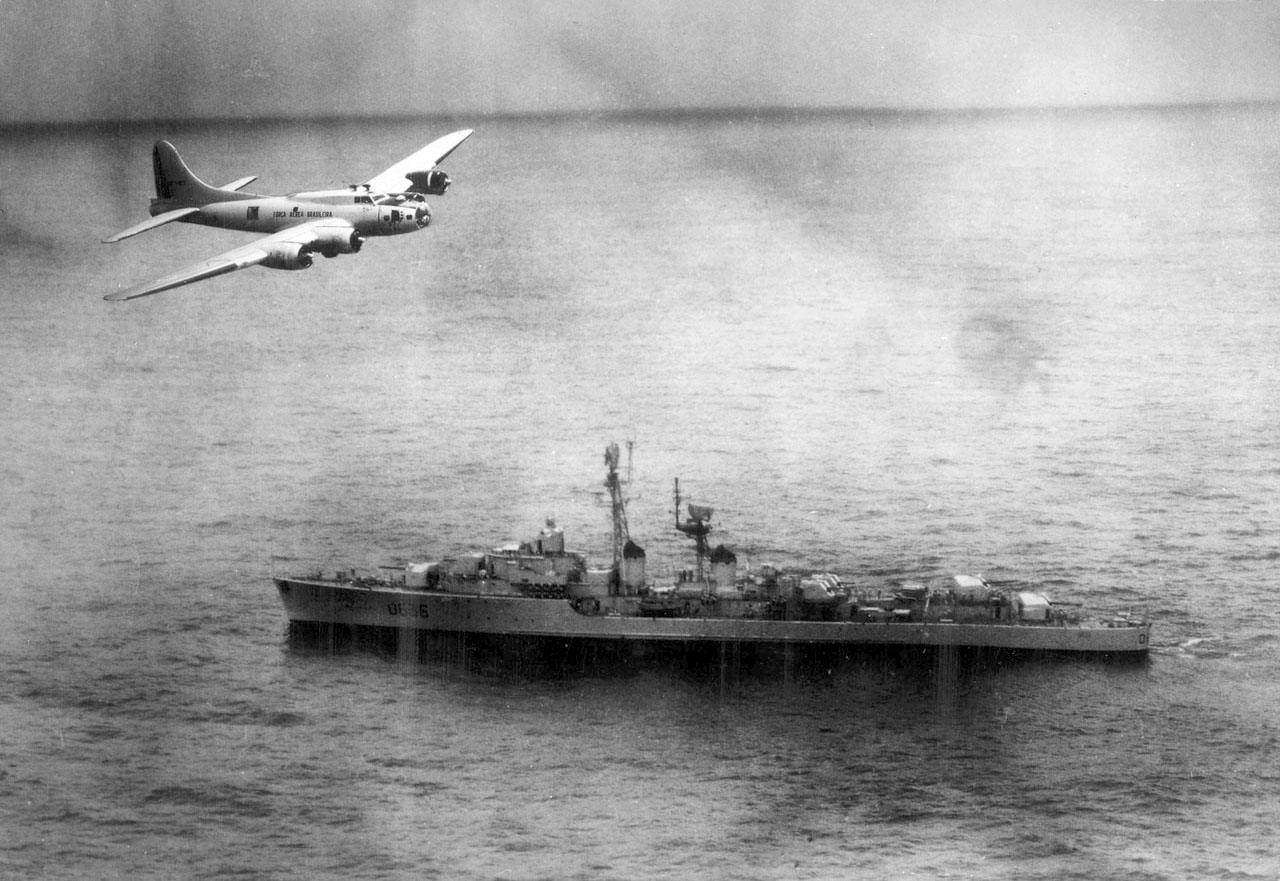
En brasiliansk B-17 övervakar den franska jagaren Tartu.

Mellan 1961 och 1964 utspelades en konflikt mellan franska och brasilianska fiskare av skaldjur utanför brasilianska kusten. Båda länderna skickade dit militära fartyg för att backa upp sin egen fiskeflotta. Konflikten avslutades genom att Brasilien utsträckte sitt territorialvatten, så att fångstdjuren befann sig på brasilianskt vatten.

### Statskuppen 1964
När Jânio Quadros avgick som president i augusti 1961 skulle han enligt konstitutionen ha ersatts av vicepresidenten João Goulart. Men Goulart var vid tillfället på statsbesök i Kina och kunde därför inte överta posten omedelbart. När han kom hem beskylldes han för att ha kommunistsympatier och de konservativa partierna vägrade att godta honom som president. Efter långdragna förhandlingar kom man till sist fram till en lösning som byggde på parlamentarism i stället för som tidigare presidentialism. Goulart blev därmed president och statschef, men inte regeringschef. Landets ekonomi blev dock snabbt sämre och den 13 mars 1964 höll Goulart ett tal där han lovade att förstatliga landets oljebolag och genomföra sociala reformer. De konservativa svarade med en stor protestmarsch i São Paulo den 19 mars.
Den 25 mars 1964 demonstrerade över 2 000 sjömän från flottan i Rio de Janeiro för bättre arbetsvillkor och till stöd för Goularts reformer. Marinministern Sílvio Mota beordrade ut marinsoldater för att slå ner protesterna och gripa ledarna, men marinsoldaterna valde att i stället ansluta sig till aktionen. Goulart förbjöd vidare aktioner mot metallarbetarnas hus där sjömännen hade samlats och avskedade Mota. Följande dag förhandlade sjömännen fram en kompromiss med arbetsministern Amauri Silva. När sjömännen lämnade metallarbetarnas hus blev de arresterade för myteri, men benådades av president Goulart vilket skapade en öppen konflikt mellan militären och presidenten. Den 30 mars höll Goulart ett nytt tal där han vädjade till militären (framför allt soldater och underbefäl) att stödja hans reformer.
Motreaktionen lät inte vänta på sig. Tidigt på morgonen den 31 mars beordrade general Olympio Mourão Filho sina trupper att börja röra sig från Juiz de Fora mot Rio. Filho hade inte samordnat sin avmarsch med några andra kuppmakare och general Amaury Kruel ringde flera gånger Goulart för att varna honom och krävde att Goulart skulle förbjuda fackföreningar för att förhindra kuppen. Han fick dock inga gehör för sina krav och dagen efter anslöt han sig till Filhos styrkor. Goulart som hade flugit till Brasília för att med parlamentets hjälp avstyra kuppen fann där att han inte längre hade något militärt stöd och valde att gå i exil i grannlandet Uruguay.

### Fredsbevarande och humanitära operationer
I maj 2004 avseglade de två landstigningsfartygen Mattoso Maia och Rio de Janeiro, tankern Almirante Gastão Motta samt fregatten Bosísio mot Haiti. Syftet var både att transportera den brasilianska fredsbevarande markstyrkan och material för återuppbyggnad av Haitis infrastruktur efter inbördeskriget. Även efter jordbävningen i Haiti 2010 skickades hjälp från Brasilien med flottans hjälp.
I oktober 2011 skickade Brasilien Niteroi-klass fregatten União till Medelhavet för att understödja FN-styrkan i Libanon. Hon avlöstes i april 2012 av systerfartyget Liberal som i sin tur avlöstes av Constituição i januari 2013. Sedan februari 2011 är det en brasiliansk konteramiral som är chef för United Nations Maritime Task Force.

## Fartyg
- Lätta hangarfartyget NAM Atlântico (f.d. HMS Ocean)
- Sju fregatter av Niteroi-klass (Niterói, Defensora, Constituição, Liberal, Independência, União och Brasil)
- Två fregatter av Broadsword-klass (Greenhalgh och Bosísio)
- Fem korvetter av Inhaúma-klass (Inhaúma, Jaceguai, Júlio de Noronha, Frontin och Barroso)
- Två landstigningsfartyg av Round Table-klass (Almirante Sabóia och Garcia D'Avila)
- Ett landstigningsfartyg av Thomaston-klass (Ceará)
- Ett landstigningsfartyg av Newport-klass (Mattoso Maia)
- Fem ubåtar av Ubåtsklass Typ 209 (Tupi, Tamoio, Timbira, Tapajó och Tikuna)
- Två ubåtar av Scorpène-klass (Riachuelo och Humaitá)
- Sex minsvepare av Aratu-klass (Aratu, Anhatomirim, Atalaia, Araçatuba, Abrolhos och Albardão)
- Tre oljetankers (Almirante Gastão Motta, Marajó och Potengi)
- En monitor (Parnaíba)[a]
- 35 patrullbåtar

## Gradbeteckningar

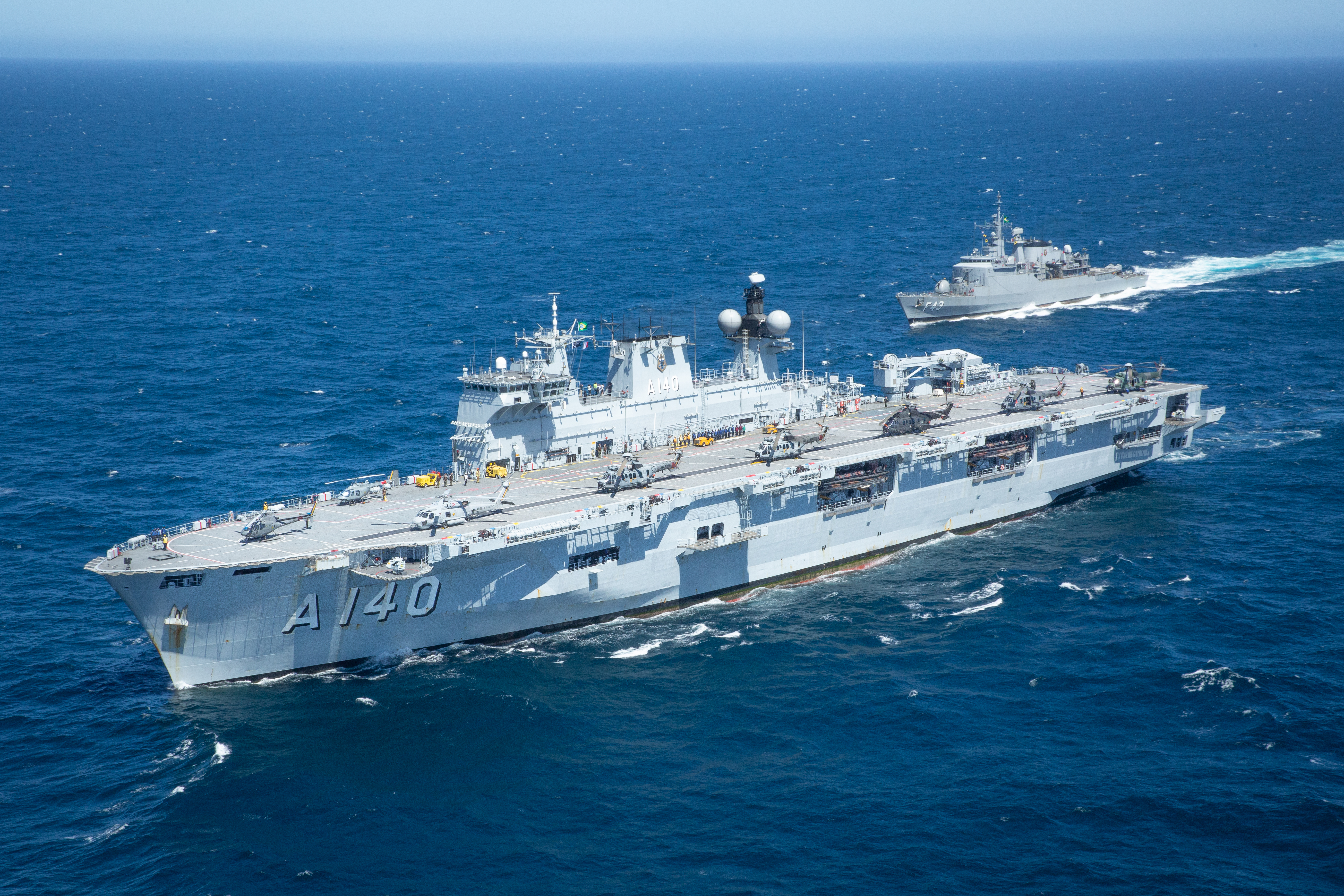
NAM Atlântico (A140)

|  | Almirante               | Storamiral      |
|  | Almirante-de-esquadra   | Amiral          |
|  | Vice-Almirante          | Viceamiral      |
|  | Contra-Almirante        | Konteramiral    |
|  | Capitão-de-mar-e-guerra | Kommendör       |
|  | Capitão-de-fragata      | Kommendörkapten |
|  | Capitão-de-corveta      | Örlogskapten    |
|  | Capitão-tenente         | Kapten          |
|  | Primeiro-tenente        | Löjtnant        |
|  | Segundo-tenente         | Fänrik          |
|  | Guarda-marinha          | Sjökadett       |
|  | Suboficial              | Underofficer    |
|  | Primeiro-Sargento       | Förste sergeant |
|  | Segundo-Sargento        | Sergeant        |
|  | Terceiro-Sargento       | Undersergeant   |
|  | Cabo                    | Korpral         |
|  | Marinheiro              | Sjöman          |